# Mislea, Prahova
Mislea este un sat în comuna Scorțeni din județul Prahova, Muntenia, România. Se află în partea de vest a județului.
Așezarea este atestată documentar în 1441.
Este așezată la confluența râurilor Mislea Seacă, Mislea și Telega, și se întinde în cea mai mare parte de-a lungul văilor respective.

## Vecinătăți
Pe dealurile împădurite dinspre Nord, se află o veche așezare, ai cărei localnici se ocupau încă din secolele XV-XVI cu tăierea și transportul lemnului, de unde și numele satului, Buștenari. (De acolo izvorăște râul Mislea, care se întâlnește cu râul Telega, în apropierea vechii mănăstiri.)
Spre Nord-Vest se întinde localitatea Telega, cunoscută de la mijlocul secolului al XIV-lea ca „monopol” - exploatare de sare a domnitorului Basarab I.
În aval pe firul văii râului Mislea, spre Est, se întind localitățile Scorțeni, Sârca, Bordeni, formate la sfârșitul secolului al XVI-lea, când domnitorul Mihai Viteazul se spune că a împroprietărit cu pământuri, patru dintre căpitanii săi.
Spre sud se află localitatea Tufeni - către orașul Băicoi, iar spre vest, Urleta - către orașul Câmpina.

## Istoric
În jurul anului 1540, domnitorul Țării Românești, Radu Paisie a întemeiat mănăstirea cu același nume, pe firul râului Mislea, la confluența cu râul Telega. Pe ruinele mânăstirii a fost construită în timpul regimului comunist, o închisoare politică; în prezent, acolo funcționează un complex de servicii - centre de îngrijire și asistență pentru persoane vârstnice sau cu handicap.
Mislea a cunoscut perioade de înflorire odată cu întărirea așezământului monahal, dezvoltarea agriculturii, meșteșugurilor, mai târziu - exploatarea petrolului, și în prezent, - producție și servicii.